# 饮食文化
饮食文化，是人类不断开拓食源、开发食品、制造食器、消费食物的过程，以及以進食为基础的习俗、思想和哲学，即由人们在饮食活动中的方式、过程和功能等结构组成的全部食事的总和。

## 概述
人类学家張光直认为“到达一个文化的核心的最佳途径之一，就是通过它的肚子”
饮食文化往往包含各种礼仪和文化，例如食材的选择、菜单的制定、烹饪的方法、餐具的选择、食客的座次、食用的顺序等等。
除此以外，在不同文化中，还规定了平日与节日所食用的食物，还有饮食的频率、进食的时间等，也都属于饮食文化中的重要一环。
在全球化的趋势中，饮食文化也有趋于相同的一面。例如在全球流行的欧美快餐企业、方便食品和零食等。
各地的传统菜色大多以家庭为传播单位，由父母传授给下一代。过于复杂的菜式，则变为一种菜系在当地的餐厅或相应菜系的烹饪班或餐厅中传授。
近年来，除了本地的饮食文化以外，还涌现了一些全世界所认同的饮食文化，例如：素食主义、慢食运动等。
飲食也被認為是具意識形態的習慣，持續生產國家意象卻又毫不顯著的民族主義。

## 延伸阅读
[在维基数据编辑]
 《欽定古今圖書集成·經濟彙編·食貨典·飲食部》，出自陈梦雷《古今圖書集成》